# Raïon de Vinnytsia
Le raïon de Vinnytsia (ukrainien : Вінницький район) est une subdivision administrative de l'oblast de Vinnytsia, dans l'Ouest de l'Ukraine. Son centre administratif est la ville de Vinnytsia.
Depuis le 19 juillet 2020 le raïon est agrandi aux dépens de ses voisins dans le cadre de la réforme administrative de l'Ukraine.

## Lieux d’intérêt
La synagogue de Charhorod construite en 1589, une des plus anciennes d'Ukraine.

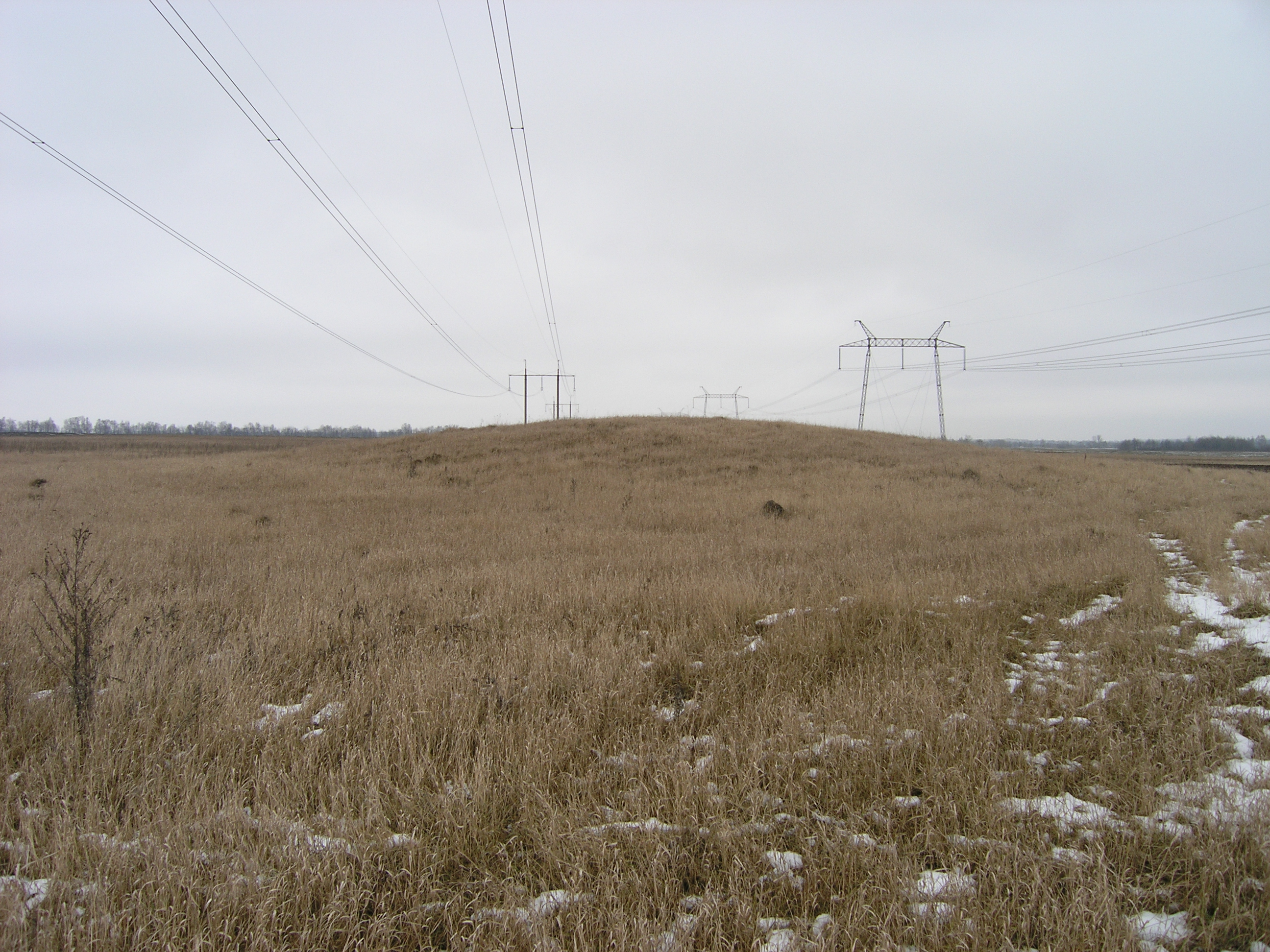
Présence Scythe, classé[1],
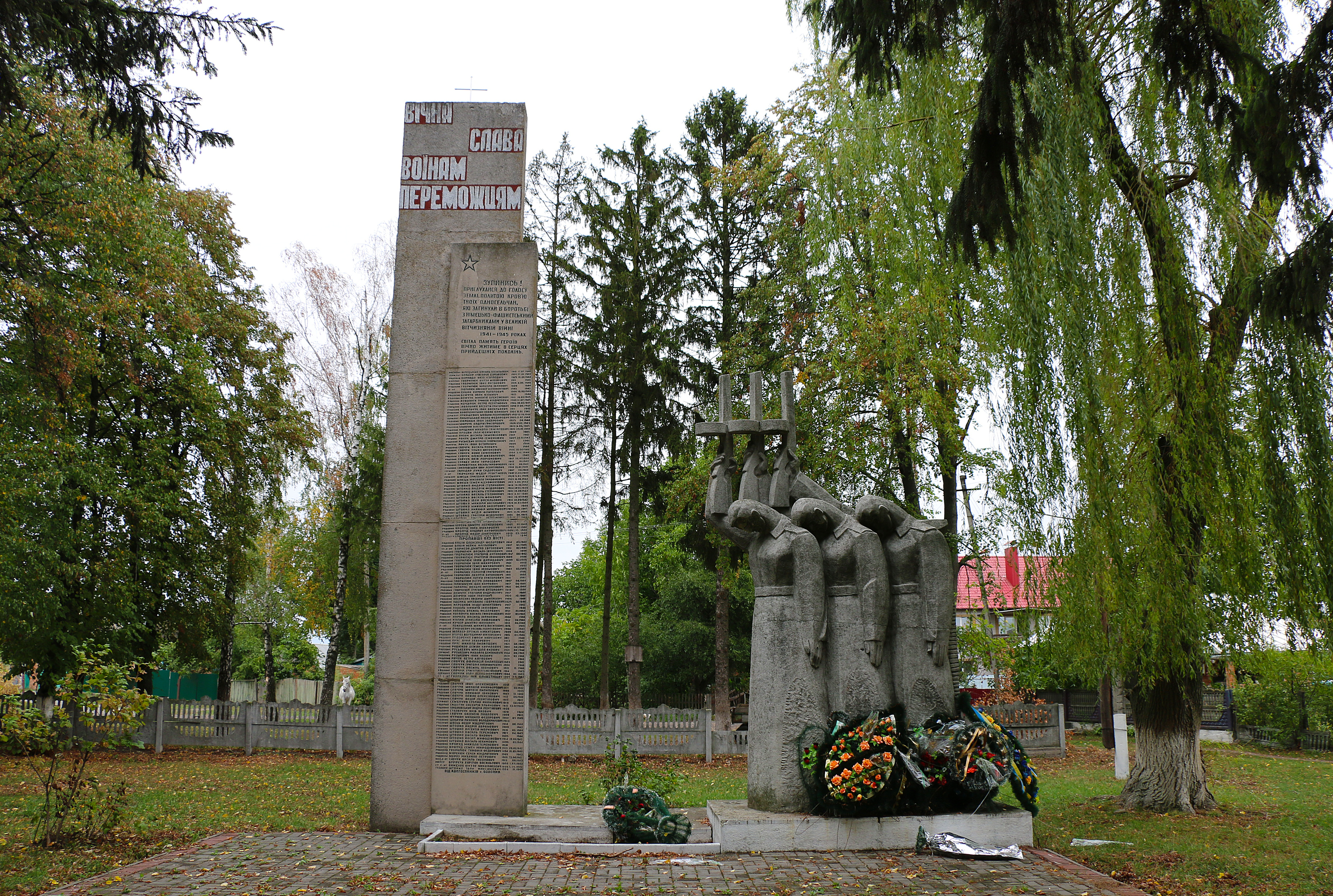
mémorial à la Seconde Guerre mondiale à Bokhonyky, classé[2],
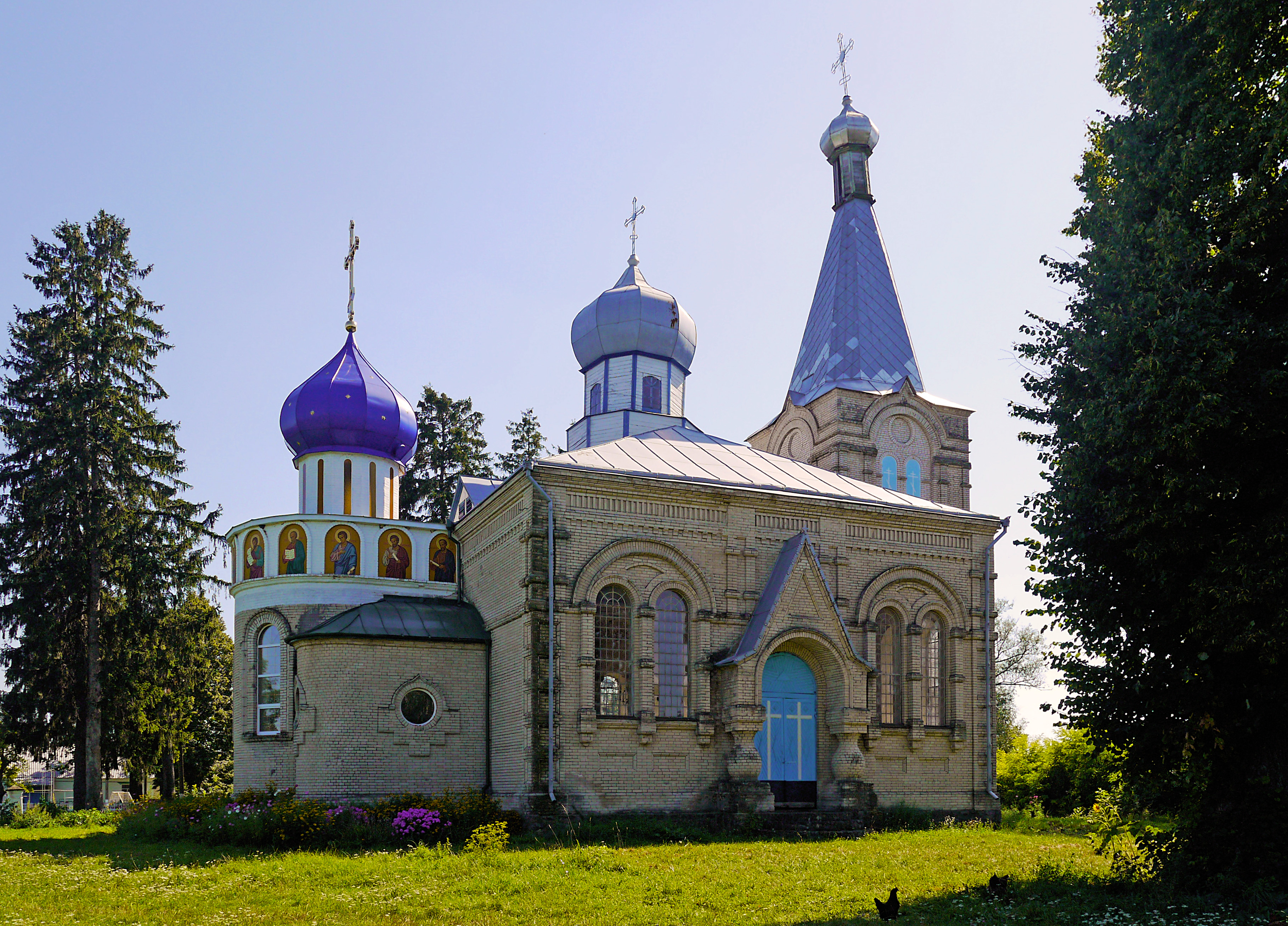
église Saint-Jean-Baptiste de Velyki Krushlyntsi, classée[3],
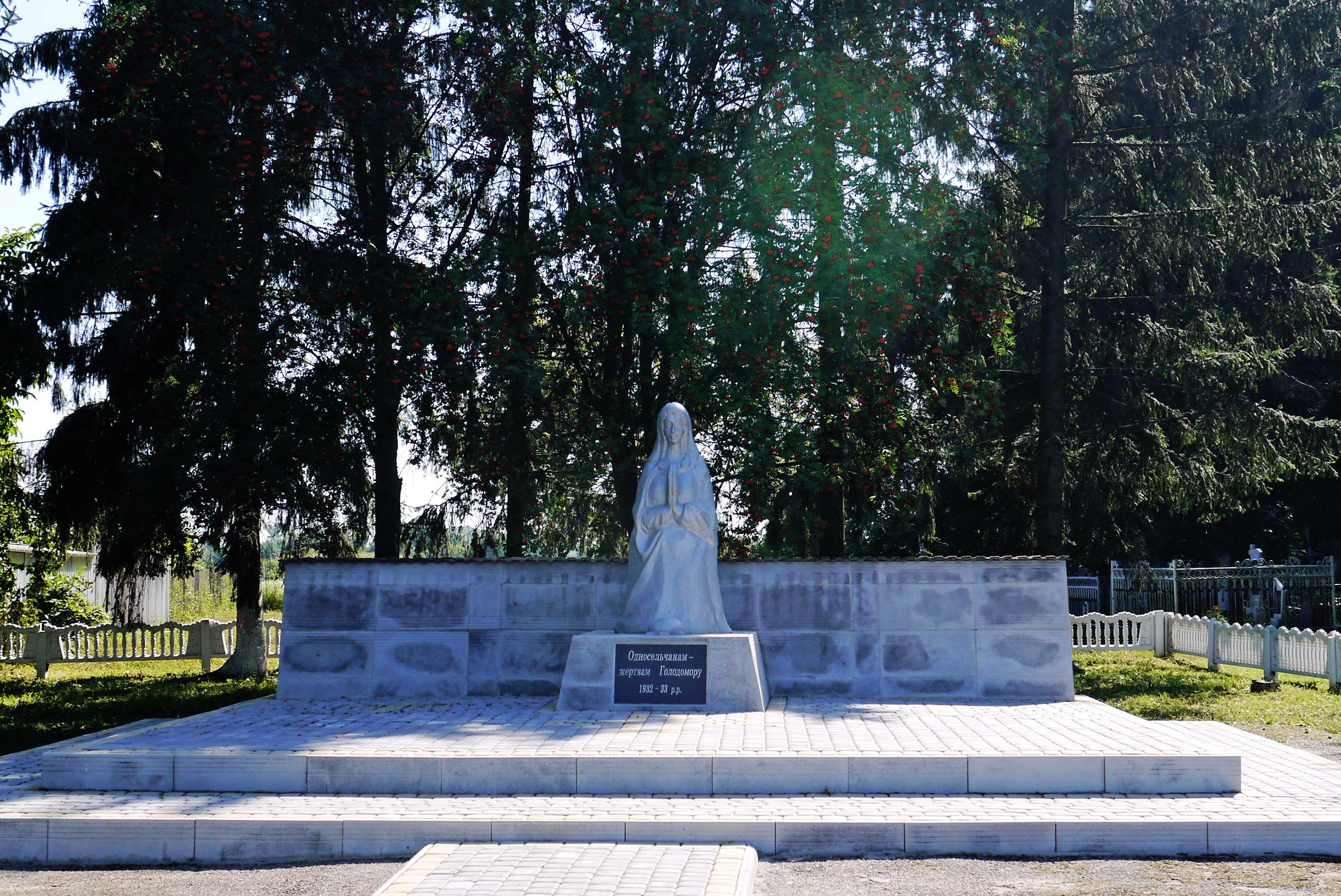
et le mémorial aux victimes de l'Holodomor de la même ville, classée[4],
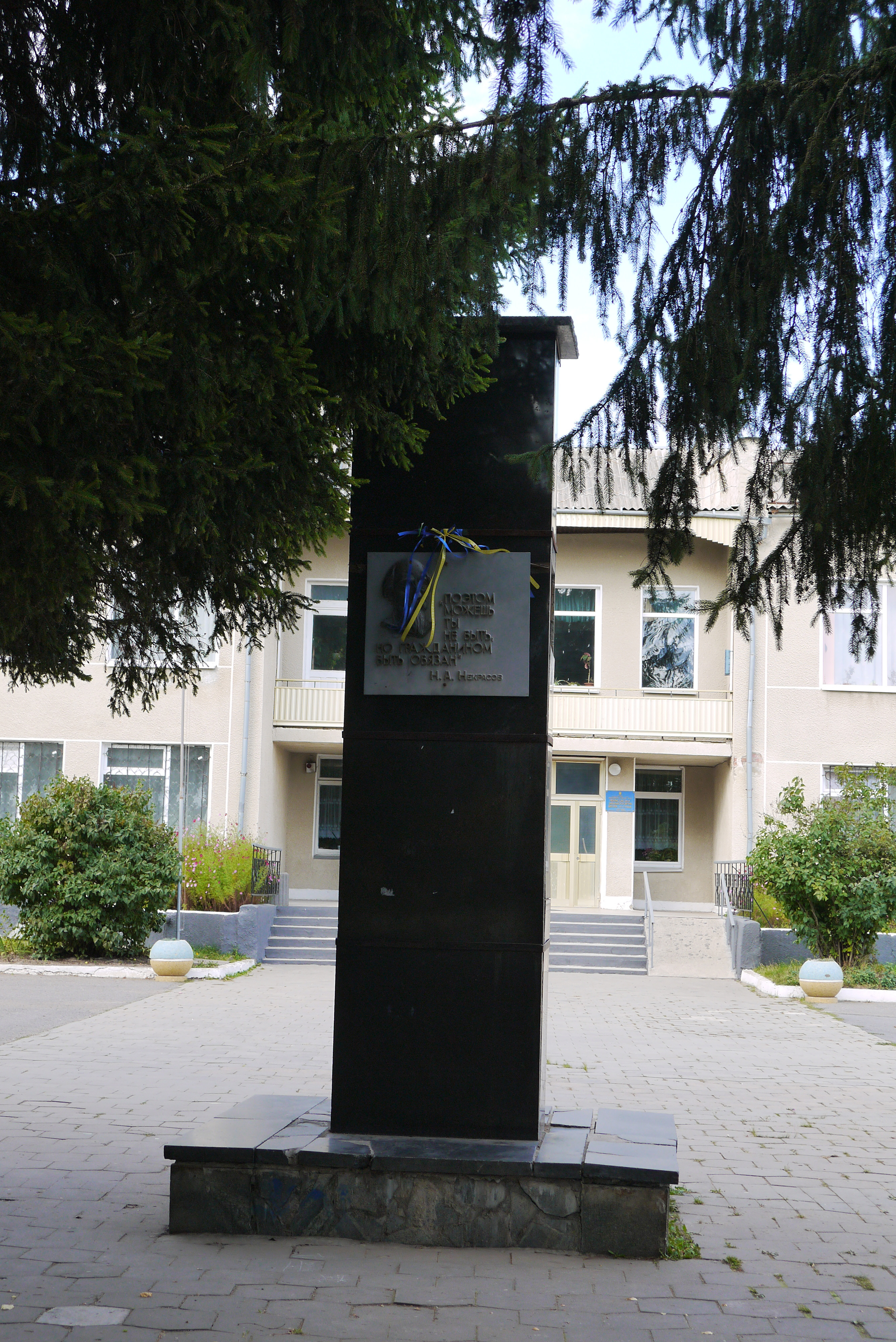
mémorial à Nikolaï Nekrassov, classée[5],
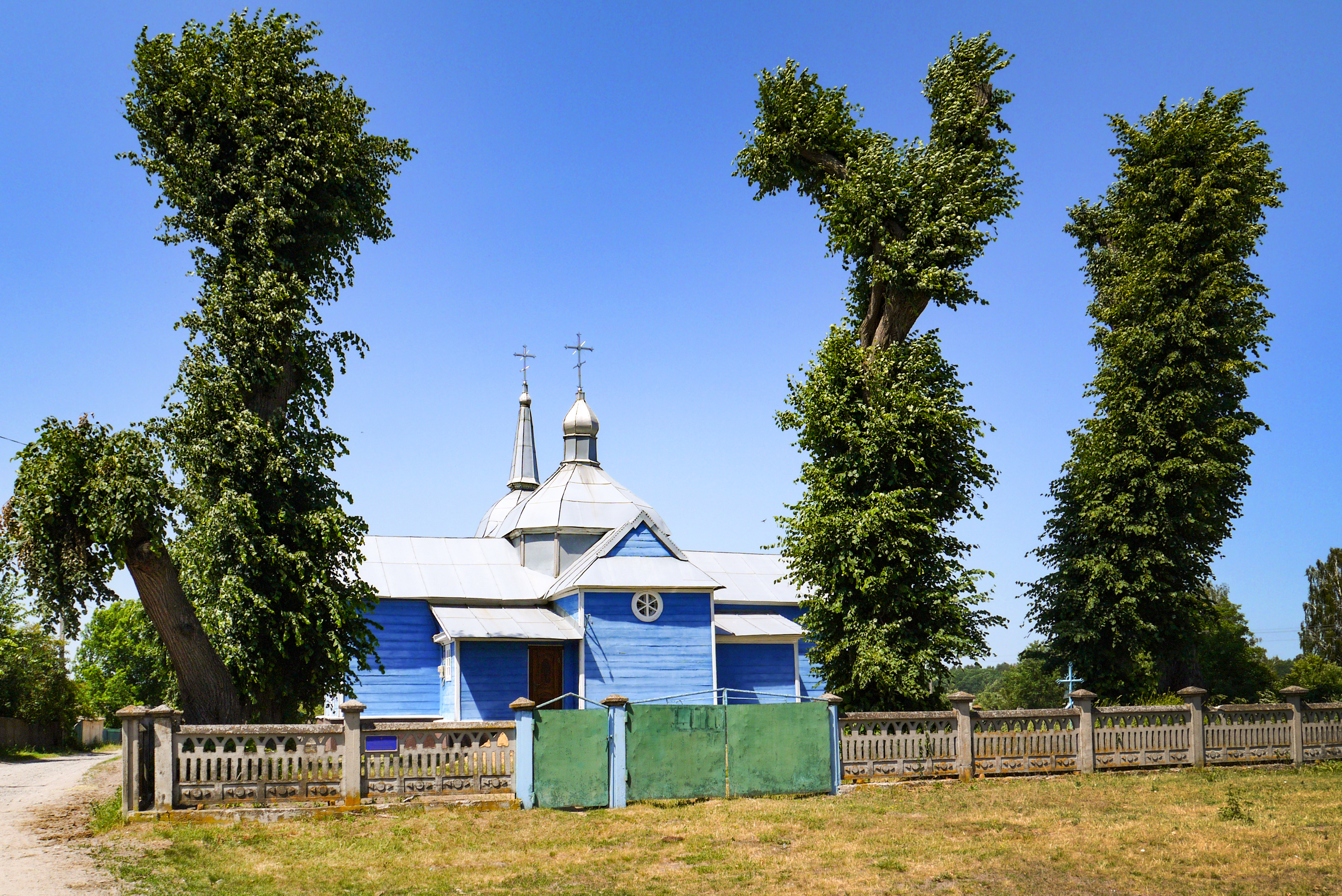
église Saint-Pancrace à Medvidka, classée[6],
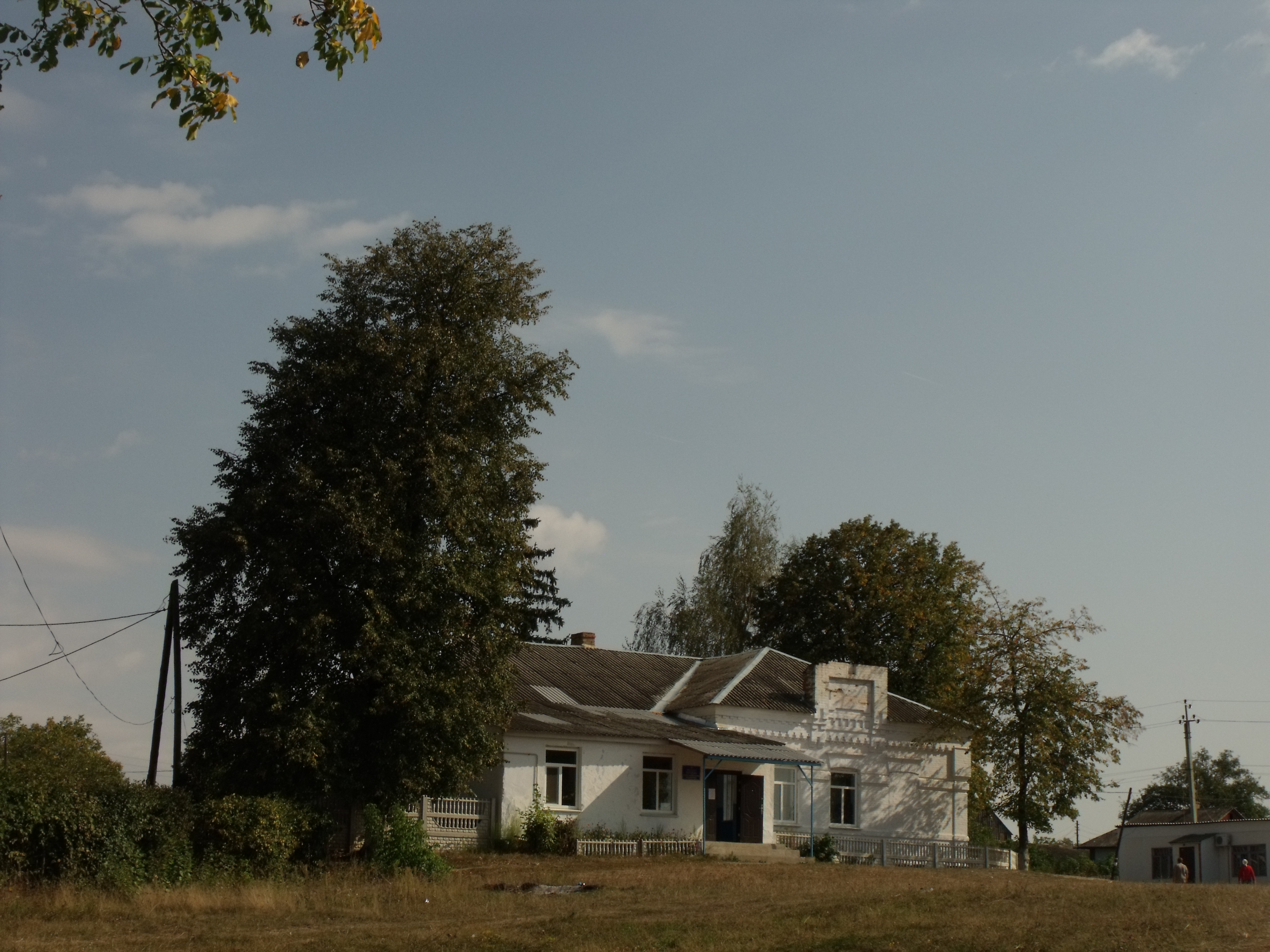
la maison de Mykola Léontovytch, classée[7].